# António Joaquim da Costa Carvalho

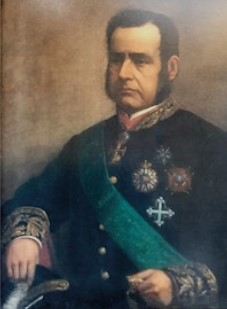
Barão de São Lourenço, António Joaquim da Costa Carvalho, pintura a óleo sobre tela (foto do original pertencente à colecção da Santa Casa da Misericórdia do Porto)

António Joaquim da Costa Carvalho, (Porto, 19.05.1800 – Porto, 20.06.1875), Barão de São Lourenço, foi um político liberal, do Conselho de S.M.F. e um dos Bravos do Mindelo.

## Biografia
António Joaquim da Costa Carvalho nasceu, no Porto, a 19 de Maio de 1800. Fidalgo Cavaleiro da Casa Real, foi único Barão deste nome na sua família, por Mercê da Rainha Dona Maria II, e membro do Conselho de Sua Majestade.
Serviu como alferes de milícias do Regimento do Porto, do qual se demitiu, a seu pedido, em 1821. Após a Vilafrancada, foi preso em 1823, tendo-lhe sido fixada residência em Lamego. Em 1832, integrando as forças liberais, foi um dos «Bravos do Mindelo».
Entre 1838 e 1840, foi deputado às Cortes, pelo círculo eleitoral de Penafiel e, em 1846, em representação da província do Douro. Entre outros cargos que desempenhou, foi director da Alfândega do Porto, administrador geral das alfândegas do Norte, em 1833, membro honorário do Tribunal de Contas, presidente da Comissão Reguladora da Agricultura e Comércio dos Vinhos do Alto Douro. Teve o cargo de coronel honorário do Batalhão do Empregados Públicos, do Porto, desde 1842.
Em 1834, foi um dos fundadores e presidente da Assembleia Portuense e membro da Academia de Belas Artes do Porto, em 1841.
Morreu na sua casa do Porto, na manhã do dia 20 de junho de 1875, sem geração. O seu funeral realizou-se no dia seguinte, na Igreja da Lapa, no Porto, com honras militares no cemitério, prestadas por um dos regimentos da guarnição da cidade.

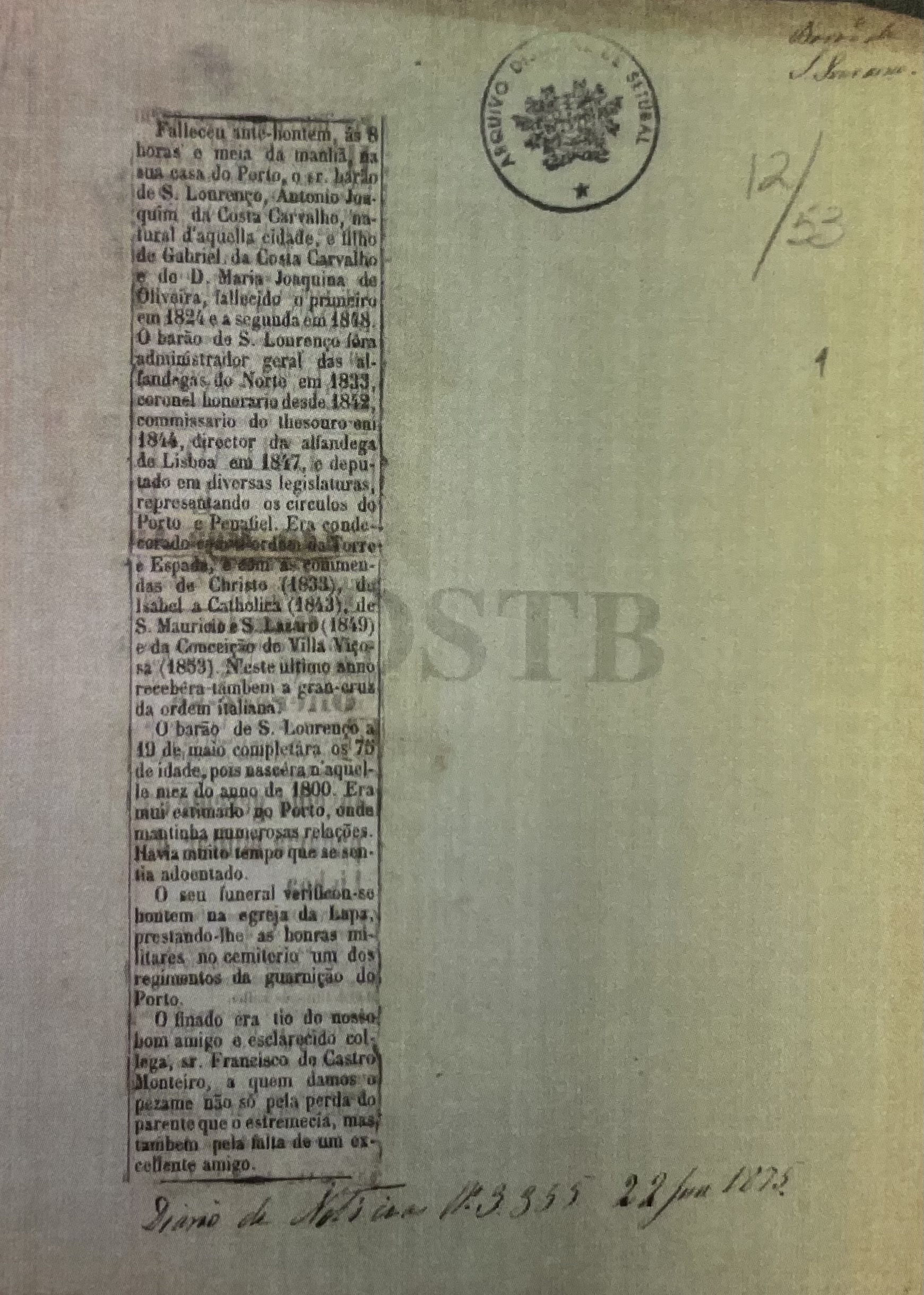
Notícia da morte do Barão de São Lourenço, publicada no Diário de Notícias de 22.06.1875 (Arquivo Distrital de Setúbal)

## Condecorações
- Comendador da Ordem de Cristo, em 1833.[3][13]
- Comendador da Real Ordem de Nossa Senhora da Conceição de Vila Viçosa.[13][14][15]
- Comendador da Ordem de Isabel, a Católica, de Espanha, em 1843.[13][15]
- Comendador da Ordem de São Maurício e São Lázaro, de Itália, em 1849.[13][15]
- Grã-Cruz da Ordem de São Maurício e São Lázaro, de Itália, em 1853.[13][15]
- Cavaleiro da Antiga e Muito Nobre Ordem Militar da Torre e Espada, do Valor, Lealdade e Mérito.[15]

## Família
Era filho de Gabriel da Costa Carvalho, FSO, Capitão de Ordenanças, proprietário e negociante de grosso tracto, e de sua mulher, D. Maria Joaquina de Oliveira. Era irmão de D. Maria Máxima da Costa Carvalho (1802-1853), que veio a casar com José Joaquim Gomes de Castro, 1º visconde e 1º conde de Castro. Tendo morrido sem descendentes e deixando avultada fortuna, contemplou, no seu testamento, os vários sobrinhos, entre os quais, suas sobrinhas netas  D. Maria Máxima de Castro Monteiro que veio a casar com o conselheiro Henrique Maia e sua irmã D. Emília que veio a casar com o 1º conde de Paço d'Arcos, para além de várias quantias a instituições de caridade da cidade do Porto. Instituiu como herdeiro do remanescente o seu sobrinho João António Gomes de Castro, futuro 2º Conde de Castro.